# Indang
Indang é um município de  primeira classe de renda municipal (d) na província Cavite, nas Filipinas. De acordo com o censo de 1 de maio  de  2020 possui uma população de 68 699 pessoas e 17 012 domicílios.